# Le Coup de sirocco
Pour plus de détails, voir Fiche technique et Distribution.
Le Coup de sirocco est un film français  d'Alexandre Arcady, sorti en 1979, consacré à l'exode des Pieds-Noirs à la fin de la guerre d'Algérie. Le film raconte l'arrivée à Paris de la famille Narboni, Français d'Algérie lors de l'exode de 1962 faisant suite à l'abandon de l'Algérie.

## Synopsis
En 1962, Albert Narboni (Roger Hanin) et Marguerite (Marthe Villalonga) tiennent une épicerie et sont heureux de vivre à Tadjira, dans la région d’Oran en Algérie française. Leur fils Paul est scolarisé dans une école catholique. Il décroche tout juste son certificat d'études et commence une difficile carrière de lycéen. Seul le football l'interesse. 
Avec « les événements », des menaces se précisent. L'oncle Jacob semble lucide : "on partira tous un jour" dit-il à son entourage fort sceptique. Albert prend la décision de vendre son épicerie. Effectivement,  l'indépendance proclamée, les Narboni sont précipitamment contraints de s'exiler dans une « Mère Patrie » qui leur est étrangère...
Rapatriée à Marseille, d'où elle rejoint Paris, la famille va devoir s'adapter à ce nouveau pays. Après des semaines difficiles, Albert parvient à trouver un emploi dans un magasin tandis que l'oncle Jacob fabrique du couscous. Alors qu'Albert évite de justesse de se faire escroquer par un certain Lucien (Michel Auclair), son fils Paul retrouve un ancien ami d'Oran, Georges, lui-même fils de grands colons dont la réinsertion sociale n'a posé aucun problème, contrairement à celle des Narboni. Paul, adolescent, vit ses premières amours. Ensemble, ils vont malgré tout s'intégrer peu à peu et s'habituer à leur nouvelle vie... 

## Fiche technique
- Titre original : Le Coup de sirocco
- Réalisation : Alexandre Arcady
- Scénario : Alexandre Arcady, Daniel Saint-Hamont et Jan Saint-Hamont d'après le roman du même nom de Daniel Saint-Hamont
- Producteur : Serge Laski
- Image : Jean-François Robin
- Musique : Serge Franklin
- Langue : français
- Formats : Couleur  - Son : mono
- Genre : comédie dramatique
- Durée : 102 minutes
- Dates de sortie :
  - France : 18 avril 1979
  - DVD zone 2 : 22 août 2001

## Distribution
- Roger Hanin : Albert Narboni
- Marthe Villalonga : Marguerite Narboni
- Michel Auclair : Lucien Bonheur
- Jacques Duby : L'agent immobilier
- Maurice Chevit : Le général Bauvergne
- Patrick Bruel : Paulo Narboni
- Philippe Sfez : Georgeo Labrouche
- Lucien Layani : Jacob Gavalda
- Nathalie Guérin : Monique
- Jean-Claude de Goros : Tonton Sauveur
- Gérard Jugnot : Ruppert
- Marie-Anne Chazel : La servante du général
- Robert Lombard : Directeur Stoprix
- Pierre Vielhescaze : Médecin
- Mohamed Zinet : Le porteur
- Jacqueline Doyen : Dame de la Croix-Rouge
- Paola Lanzi
- Stéphane Hadjedj :
- Guy Louret : Employé Gare

L'équipe du Splendid a été mise à contribution : outre Chazel et Jugnot, on reconnait aussi Anémone, en pianiste à l'après midi dansante de la paroisse.

## Autour du film
- Un premier scénario écrit par Jean Pélégri et Alexandre Arcady lui permet d'obtenir l'avance sur recettes. Mais le producteur Gérard Lebovici le juge trop noir et ne retrouve pas l'humour des Pieds-Noirs. Arcady mêle alors ses souvenirs de l'époque, relatés dans ce premier scénario, au roman de Daniel Saint-Hamont qui est plus proche de la comédie à l'italienne[1].

- Patrick Bruel obtient son premier rôle dans ce film. Répondant à une petite annonce du 14 juin 1978 dans France-Soir, il est remarqué par le frère d'Arcady Tony Egry, chef décorateur, lors du casting mais, ne recevant pas de réponse, s'engage comme G.O. au Club Med au Mexique en juillet 1978. Alors qu'il part de chez lui pour aller prendre l'avion, il se rend compte qu'il a oublié ses cassettes de Brel. En ouvrant la porte de chez lui, il reçoit un appel téléphonique d'Arcady qui parvient à le convaincre.